# Pascal Jules
Pascal Jules (La Garenne-Colombes, 22 juli 1961 - Bernay (Eure), 25 oktober 1987) was een Frans wielrenner die door een verkeersongeluk om het leven kwam. Hij is de vader van beroepsrenner Justin Jules.
In totaal boekte Jules 15 overwinningen in zijn, door zijn dood afgebroken, profcarrière. Daarnaast behaalde hij een aantal ereplaatsen in grote eendaagswedstrijden, waaronder een tweede plaats in Parijs-Brussel en de Ronde van Lombardije (1982), en een derde plaats in Luik-Bastenaken-Luik in 1983.
Pascal Jules nam vier keer deel aan de Ronde van Frankrijk. In 1984 won hij de etappe naar Nantes. Zijn eindklasseringen waren 61e (1983), 21e (1984) en (114e) in 1987. In 1986 stapte hij af.

## Belangrijkste overwinningen
- 1982
  - 4e etappe B in de Dauphiné Libéré
  - Proloog van de Ronde van Luxemburg
  - 11e etappe Ronde van de Toekomst

- 1983
  - Ronde van de Oise
  - 1e etappe Tour d'Armor

- 1984
  - 8e etappe Ronde van Frankrijk

- 1986
  - 1e etappe Ronde van de Toekomst

- 1987
  - 4e etappe Ronde van Andalusië

## Resultaten in voornaamste wedstrijden
| Jaar | Ronde van Italië | Ronde van Frankrijk | Ronde van Spanje |
| ---- | ---------------- | ------------------- | ---------------- |
| 1982 |                  |                     |                  |
| 1983 |                  | 61e                 |                  |
| 1984 |                  | 21e (1)             |                  |
| 1986 |                  | buiten tijd         | 77e              |
| 1987 | 85e              | 114e                |                  |

| Jaar | Ronde van Vlaanderen | Parijs-Roubaix | Luik-Bast.‑Luik | Ronde van Lombardije | Waalse Pijl | Parijs-Brussel |  | Wereldranglijsten |
| ---- | -------------------- | -------------- | --------------- | -------------------- | ----------- | -------------- |  | ----------------- |
| 1982 |                      | 36e            |                 | Zilver               | 11e         | Zilver         |  | 20e (SPP)         |
| 1983 |                      |                | Brons           |                      | 38e         |                |  |                   |
| 1984 | 12e                  |                | 10e             |                      | 31e         |                |  |                   |
| 1986 |                      | 37e            |                 |                      |             |                |  |                   |
| 1987 |                      |                |                 |                      |             |                |  |                   |